# Dacnis berlepschi
Dácnis-de-peito-escarlate ou saí-peito-de-fogo (Dacnis berlepschi) é uma espécie de ave da família Thraupidae.
Pode ser encontrada nos seguintes países: Colômbia e Equador.
Os seus habitats naturais são: florestas subtropicais ou tropicais húmidas de baixa altitude.
Está ameaçada por perda de habitat.